# Columbianska utbytet
Det columbianska utbytet var en omfattande biologisk överföring av växter, djur och sjukdomar mellan Nya världen och Gamla världen i samband med den europeiska koloniseringen av Amerika. Begreppet har fått sitt namn efter Christofer Columbus.

## Biologiska överföringar till och från Amerika
| Till Amerika | Från Amerika |
| ------------ | ------------ |
| Banan        | Kakao        |
| Bomull       | Majs         |
| Kaffe        | Maniok       |
| Ris          | Potatis      |
| Socker       | Tobak        |
| Vete         | Tomater      |
| Smittkoppor  | Syfilis      |
| Malaria      | Kalkon       |
| Gula febern  | Marsvin      |
| Get          |              |
| Gris         |              |
| Häst         |              |
| Nötkreatur   |              |